# Człowiek w ogniu (film 1987)
Człowiek w ogniu (tytuł oryg. Man of Fire) – francusko-włoski film fabularny (thriller akcji) z 1987 roku na podstawie powieści A.J. Quinnella.

## Główne role
- Scott Glenn − John Creasy
- Jade Malle − Samantha/Sam
- Joe Pesci − David
- Brooke Adams − Jane
- Jonathan Pryce − Michael
- Paul Shenar − Ettore
- Danny Aiello − Conti
- Laura Morante − Julia
- Giancarlo Prati − Satta
- Inigo Lezzi − Bellu
- Alessandro Haber − Sandri
- Franco Trevisi − Rabbia
- Lou Castel − Violente
- Lorenzo Piani − Bruno
- Giuseppe Cederna − Snake[2]

## Fabuła
Włochy. John Creasy, były agent CIA, zostaje ochroniarzem dwunastoletniej Samanthy, córki bogatych amerykańskich przedsiębiorców. Ostatnio wzrosła liczba porwań dla okupu. Między Creasym a Sam dochodzi do głębokiej zażyłości. Kiedy Sam zostaje uprowadzona, Creasy dostaje furii i planuje zemstę.